# Agriculture en Tunisie

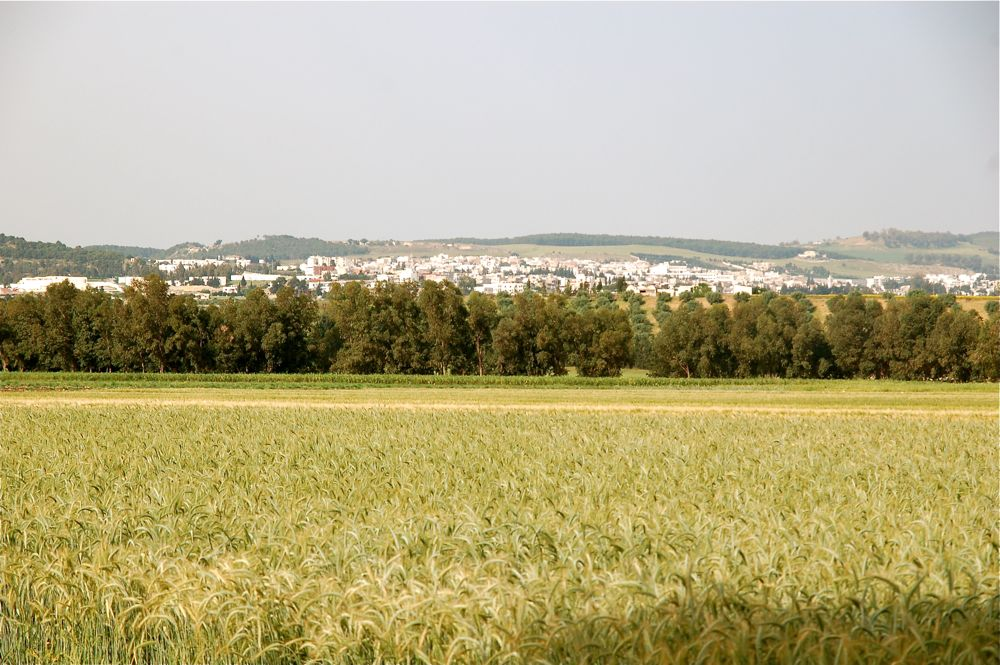
Champ de blé dans le gouvernorat de Béja.

L'agriculture en Tunisie est un secteur économique très important. En 2018, il génère 10,4 % du PIB national et assure 15 % des emplois,.
Les principales productions agricoles du pays sont les céréales (blé et orge), les olives, les dattes et les agrumes pour le secteur végétal et les ovins pour le secteur animal. La filière oléicole et la filière phoenicicole sont en grande partie tournées vers l'exportation. L'oléiculture représente, en 2017, 40 % des exportations nationales et arrive juste en deuxième position derrière le secteur du textile.

## Histoire
Dans les dernières années du protectorat français, l'agriculture représente encore 29 % de l'activité économique totale mais tombe déjà à 22 % avec la nationalisation des 850 000 hectares exploités par des sociétés françaises et des colons.
Malgré cette baisse constante de la quote-part du secteur dans le PIB, l'agriculture a enregistré des taux de croissance importants, notamment durant les années 1970 avec près de 8 % par an, et a permis au pays d'améliorer son niveau de sécurité alimentaire. Le taux de couverture moyen de ses besoins en produits agricoles est de l'ordre de 81 % sur la période 1984-2003, mais avec de fortes variations selon les produits : près de 48 % pour les céréales, de 100 % pour les produits de l'élevage ou de 88 % pour les huiles. Ces performances sont la conséquence d'importants efforts de soutien et de modernisation réalisés dans le cadre d'une politique de développement et de régulation des activités agricoles et rurales (soutien des prix, subventions, crédits de la Banque nationale agricole, assistances techniques et salaire minimum) et d'une demande soutenue par l'augmentation de la demande (population en hausse et aux revenus croissants).
La Tunisie n'échappe pas aux tendances de modernisation et de mondialisation de ces dernières décennies avec la libéralisation de son économie engagée depuis 1986 et l'accord de libre-échange signé avec l'Union européenne en 1995. La tendance s'illustre par une baisse de la part de ce secteur économique dans le PIB (1/7e) et plus encore par une baisse de la population active (1/6e), tendance constatée tout au long du XXe siècle et accélérée après l'indépendance (avec un désengagement renforcé lors des années 1960 où fut tentée l'expérience collectiviste). Des unités de production modernes et bien intégrées au marché, notamment pour certaines aux marchés d'exportation, coexistent avec des systèmes de production restés, sous le poids de leurs contraintes de structures, traditionnels sur le plan des techniques adoptées et peu intégrés au marché. Le programme d'ajustement structurel agricole, lancé en 1986, contribue à la libéralisation des prix et des investissements et à la privatisation progressive des entreprises publiques du secteur. Au début des années 2000, l'État demeure cependant l'acteur économique majeur du secteur agricole.

## Caractéristiques foncières
Les terres à vocation agricole couvrent une superficie de l'ordre de dix millions d'hectares réparties ainsi : cinq millions d'hectares de terres labourables, utilisées en majorité pour les grandes cultures et l'arboriculture, quatre millions d'hectares de parcours naturels utilisables par les cheptels et un million d'hectares de forêts ou garrigues.
Les terres labourables sont pour leur immense majorité des terres privées exploitées par 516 000 agriculteurs. La taille moyenne des exploitations est de 10,2 hectares mais il existe une grande hétérogénéité autour de cette moyenne : 54 % des exploitations disposent de moins de cinq hectares et détiennent 11 % des superficies agricoles alors que 3 % seulement font plus de cinquante hectares et possèdent 34 % des surfaces (chiffres de 2005). 
Les surfaces équipées pour l'irrigation sont de 420 000 hectares. Bien que ne représentant que 8 % de la surface agricole utilisée, ce secteur irrigué contribue à 35 % de la valeur agricole totale.

## Politique agricole
La politique agricole du pays a pour objectif prioritaire l'autosuffisance alimentaire.
Pour ce faire l'État intervient de manière importante dans la gestion de la plupart de filières agricoles. Pour certaines d'entre elles, il réalise même des opérations commerciales via des organismes spécialisés qui sont en situation de monopole pour des opérations considérées comme stratégiques. C'est le cas de l'Office des céréales pour la collecte et l'importation des céréales, de l'Office national de l'huile pour les importations des huiles de colza et de soja, de l'Office du commerce pour l'importation du riz et du sucre.
Des mesures de soutien des prix du marché sur les produits les plus sensibles, notamment les céréales et le lait, sont mises en place. Il existe par exemple un prix minimum garanti pour les producteurs de céréales. Des subventions aux intrants (semences, carburants, etc.) ainsi que des aides à l'investissement (par exemple pour l'irrigation) sont octroyées aux agriculteurs. Il existe par ailleurs des droits de douane relativement élevés sur l'importation de divers produits tels les produits laitiers et les fruits et légumes afin de protéger les producteurs nationaux de la concurrence internationale. Ces droits sont cependant revus à la baisse sous la pression de l'Organisation mondiale du commerce.
Cette politique de soutien à l'agriculture, qui a généré des résultats non négligeables en termes de croissance de la production agricole, est cependant coûteuse pour le budget du pays et contestée par les partisans d'une politique plus libérale. À l'avenir, pour faire face à de nouveaux défis (réchauffement climatique, mondialisation, etc.), le gouvernement tunisien souhaite rénover sa politique agricole en mettant l'accent d'une part sur la compétitivité des filières, d'autre part sur les aspects sociaux en répartissant mieux les aides entre les différentes catégories d'exploitants et les différentes régions agricoles. La dimension environnementale avec des pratiques agronomiques plus écologiques devrait être également privilégiée.

## Principales productions

### Ceréaliculture

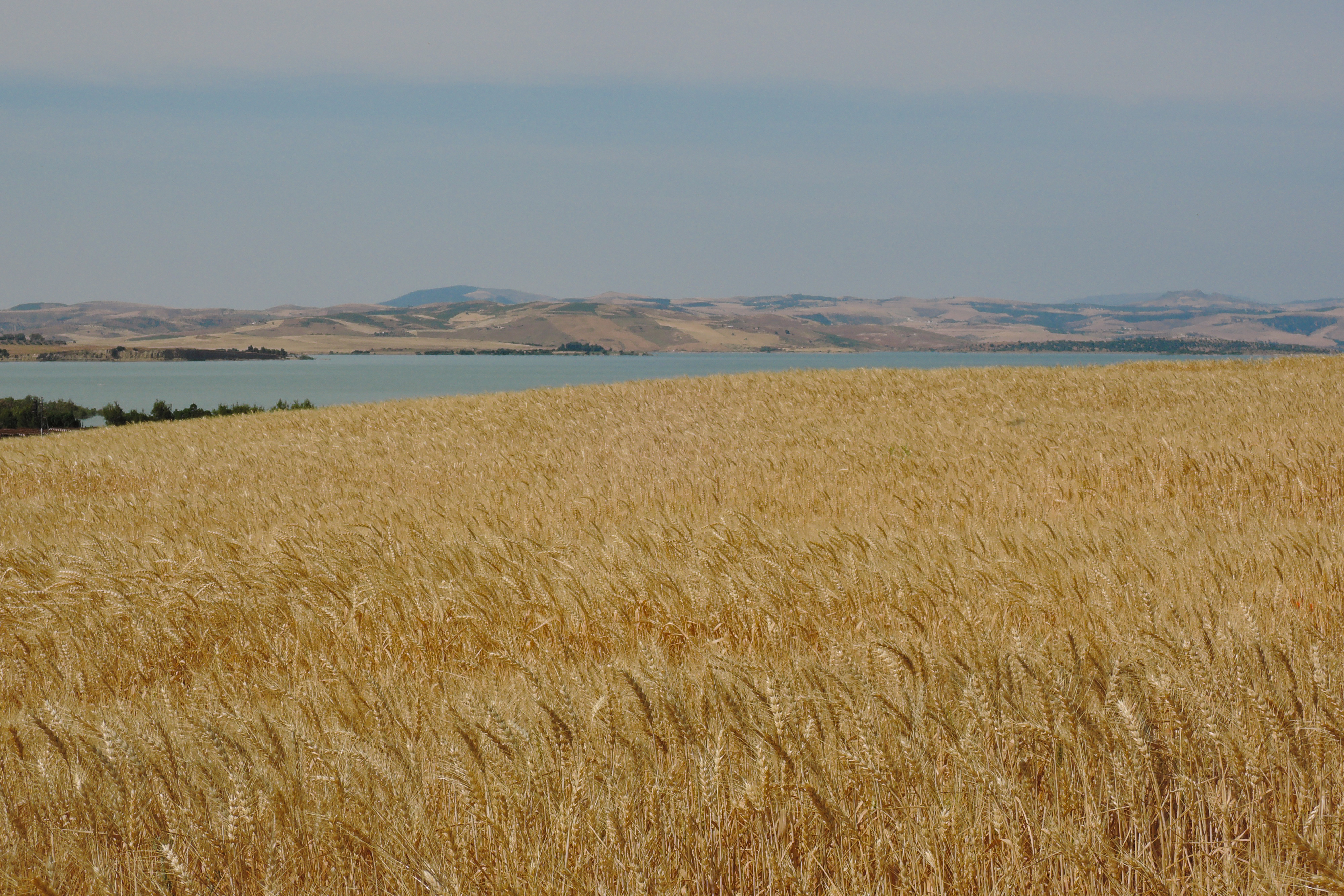
Céréales près du barrage de Sidi Salem.

Les céréales ont occupé 1,4 million d'hectares en moyenne sur la dernière décennie. Une baisse sensible de leur superficie a cependant été enregistrée sur les deux dernières campagnes agricoles : 1,31 million d'hectares en 2013-2014, 1,19 en 2014-2015 et 1 million en 2022, répartis sur 250 000 exploitations dont 11 000 couvrant plus de cinquante hectares.
Elles sont représentées essentiellement par le blé dur et l'orge, et dans une moindre mesure par le blé tendre. Il s'agit en grande majorité d'une production de type pluvial ; seuls 100 000 hectares peuvent bénéficier de l'irrigation en cas de sécheresse. Les rendements sont étroitement dépendants des aléas climatiques, et donc très variables. La production totale est de 23 millions de quintaux pour la campagne 2013-2014, avec un record de 24 millions de quintaux en 2019, mais seulement de 13 millions pour la campagne 2014-2015 lors de laquelle les conditions climatiques sont beaucoup plus défavorables.
Bien qu'occupant près du tiers de la surface agricole utilisée, les céréales ne contribuent en moyenne qu'à hauteur de 13 % à la valeur ajoutée agricole. La production céréalière ne couvre pas les besoins du pays, avec un taux d'importation de 33 % pour le blé dur, de 85,3 % pour le blé tendre et de 71,3 % pour l'orge, soit un taux total de 63,33 %. En conséquence, seule une baguette sur cinq est produite à partir du blé local. Ces importations, en provenant des États-Unis pour le blé dur, de la Russie et de l'Ukraine pour le blé tendre, sont particulièrement affectées par l'invasion de l'Ukraine par la Russie en 2022.

### Oléiculture

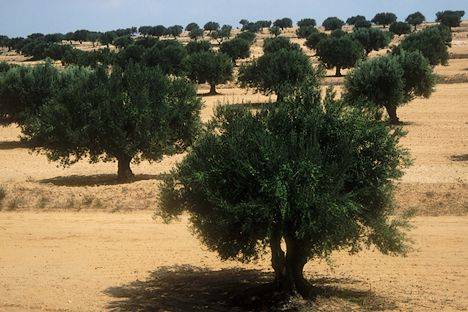
Oliveraie dans le gouvernorat de Sfax.

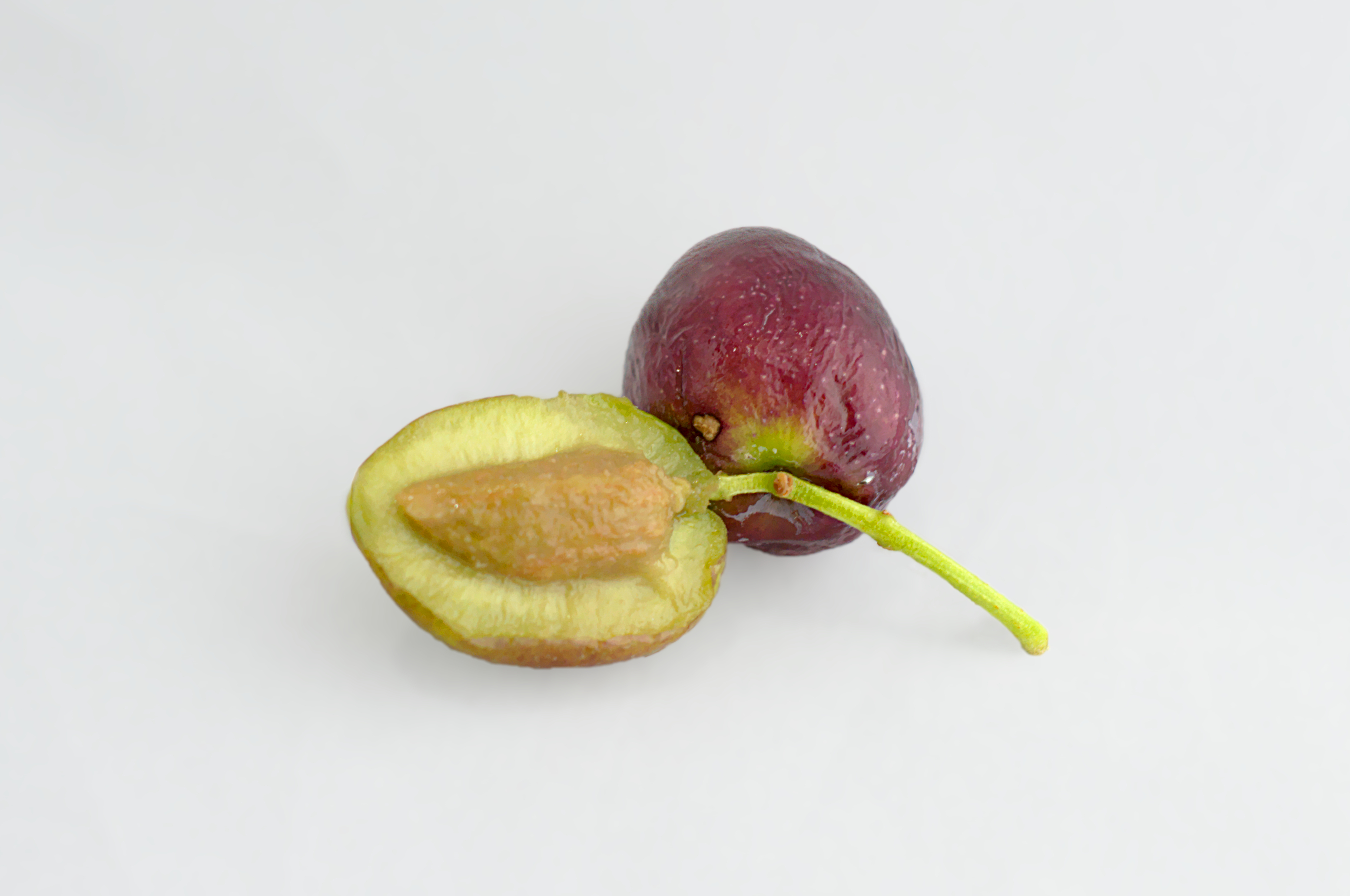
Olives de table de Tunisie.

En 2016, l'oliveraie occupe plus de 1,8 million d'hectares, pour 88 millions d'oliviers, soit plus du tiers des terres labourables du pays,. La Tunisie occupe 20 % de la superficie mondiale de la culture d'olive mais seulement 6 % de la production mondiale. 98 % des plantations d'oliviers sont en pluvial (Bâali) et seulement le reste est irrigué. 45 % de la production de huile d'olive est faite sur les 90 000 hectares de surface irriguée, ce qui ne représente que 5 % de la surface de production.
La Tunisie est classée au deuxième rang, après l'Espagne, avec près de 20 % de la superficie mondiale oléicole. Sur la décennie 2003-2013, la Tunisie a produit en moyenne 169 500 tonnes d'huile d'olive, ce qui la situe au quatrième rang mondial après l'Espagne, l'Italie et la Grèce. Pour la campagne 2014-2015, la production se monte à 350 000 tonnes, ce qui situe la Tunisie à la deuxième place mondiale des pays producteurs d'huile d'olive après l'Espagne. Pour la campagne 2015-2016, la production de l'huile d'olive atteint 140 000 tonnes. La principale raison de cette baisse est le manque de pluies. La production ne va pas s'améliorer en 2016-2017 puisqu'on s'attend à une baisse de 20 % par rapport à l'année précédente, soit une production entre 100 000 et 110 000 tonnes. La production est répartie entre 40 % au Nord, 28 % au Centre, 17 % au Sud, 12 % à Sfax et 7 % au Sahel. Pour la saison 2017-2018, la Tunisie se replace dans le top 3 des pays producteurs d'huile d'olive à l'échelle mondiale. La production va s'améliorer puisqu'on prévoit une production aux alentours de 280 000 tonnes. L'Office national de l'huile envisage l'exportation de près de 200 000 tonnes d'huile d'olive dont plus de 25 000 tonnes conditionnées et d'occuper le deuxième rang mondial après l'Espagne en termes d'exportation,. Cette instabilité de la production constitue, selon les experts, le talon d'Achille de la filière oléicole tunisienne et pose un problème pour tenir les engagements en matière d'exportation d'huile d'olive en bouteille.
310 000 exploitants agricoles sont concernés par cette production, ce qui souligne son importance économique et sociale. Adapté aux conditions climatiques de la Tunisie, l'olivier à huile génère entre vingt et quarante millions de journées de travail par an. La Tunisie a exporté 129 000 tonnes d'huile d'olive en moyenne sur la décennie 2003-2013. En 2015, 311 000 tonnes sont exportées, ce qui situe le pays au premier rang mondial dans ce domaine. On peut souligner que 120 000 hectares d'oliviers sont conduits en agriculture biologique, ce qui ouvre de nouvelles perspectives en matière d'exportation.
L'oliveraie tunisienne compte environ 140 variétés et écotypes locaux d'oliviers. Les deux principales variétés d'oliviers à huile sont le Chemlali, qui occupe plus de 80 % de la production nationale en huile d'olive, principalement dans le Centre et le Sud du pays, et le Chétoui qui occupe près de 15 % de la superficie oléicole, principalement dans le Nord.
Les principales variétés d'oliviers de table sont la variété Meski (62 % des plantations d'oliviers de table), la variété Picholine (14 % des plantations) et la variété Beldi (11 % des plantations).
L'huile d'olive tunisienne doit être labellisée officiellement à partir de 2016. Les producteurs qui veulent obtenir ce label doivent remplir les critères du cahier des charges et se soumettre à l'ensemble des procédures d'habilitation et de contrôle relatives à ce label.

### Agrumiculture

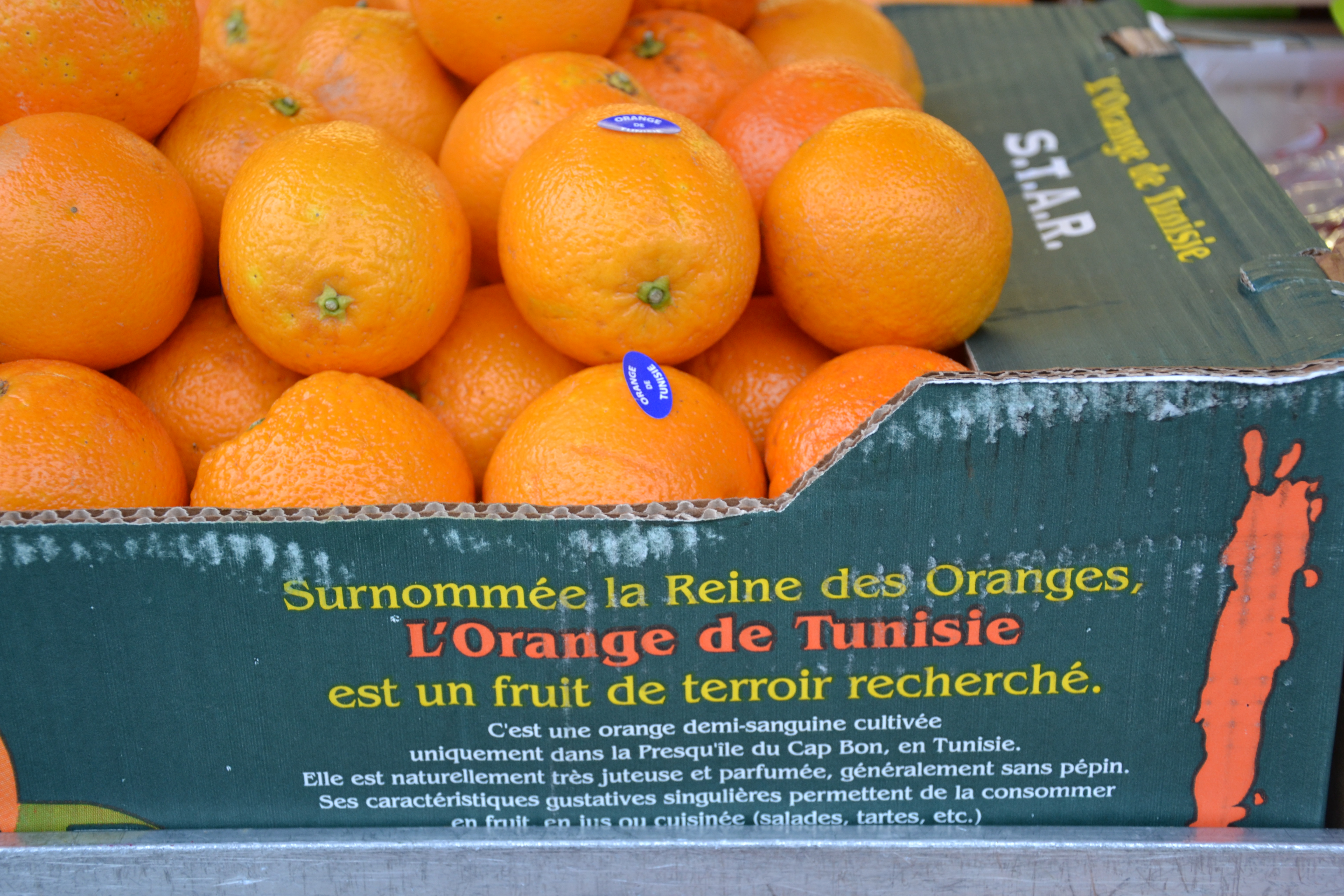
Oranges maltaises (marché en France).

Les superficies consacrées aux agrumes sont de 23 600 hectares. En 2013-2014, la production est de 330 000 tonnes dont 39 % d'oranges de la variété maltaise. Le cap Bon, avec plus de 70 % de la production est la première région agrumicole du pays. Le marché local absorbe 80 à 90 % de la production ; le reste est exporté, essentiellement des maltaises qui sont appréciées sur les marchés européens et notamment français. Cependant, la Tunisie subit une forte concurrence des agrumes d'Espagne et du Maroc et on a observé un recul des exportations au cours des dernières années.

### Phoeniciculture

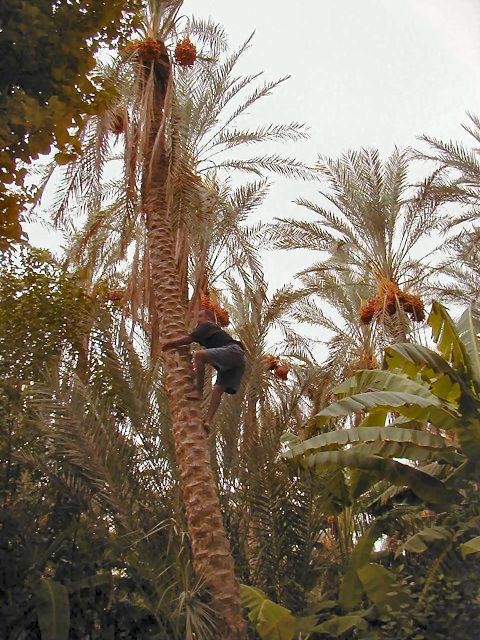
Palmeraie dans le gouvernorat de Tozeur.

Le palmier dattier occupe une superficie de l'ordre de 41 000 hectares, pour un effectif total de 5,5 millions de pieds dont 66 % de deglet nour. La phoeniciculture est pratiquée par 60 000 exploitants sur de petites structures : 50 % des exploitations font moins de 0,5 hectare et 24 % disposent d'une superficie comprise entre 0,5 et 1 hectare. Les palmeraies se situent principalement dans les gouvernorats de Kébili (58 %), Tozeur (21 %), Gabès (16 %) et Gafsa (5 %). La production a atteint 196 500 tonnes en 2013.
Pour la saison 2015-2016, la Tunisie exporte 100 800 tonnes de dattes pour une valeur totale de 423,3 millions de dinars, se plaçant à la première place mondiale des pays exportateurs en valeur. La première destination des dattes tunisiennes est l'Europe occidentale avec 37 800 tonnes.

### Viticulture
Le vignoble tunisien a une double finalité : la production de raisin de table et la production de raisin de cuve. Pour la campagne 2013-2014, la récolte de raisin de table cultivé sur 11 000 hectares environ est estimée à 137 000 tonnes. La production de vin élaboré à partir de 9 750 hectares de vignes est estimée à 270 000 hectolitres.
Le vin tunisien est un vin d'excellente qualité pouvant générer des recettes non négligeables à l'exportation. Par exemple, en 2009 où 40 % de la production est exportée, les recettes d'exportation atteignent 40,4 millions de dinars. 70 % de ces vins sont des vins d'appellation d'origine contrôlée (AOC) dont 20 % bénéficient de la mention « premier cru ».

### Cultures maraîchères

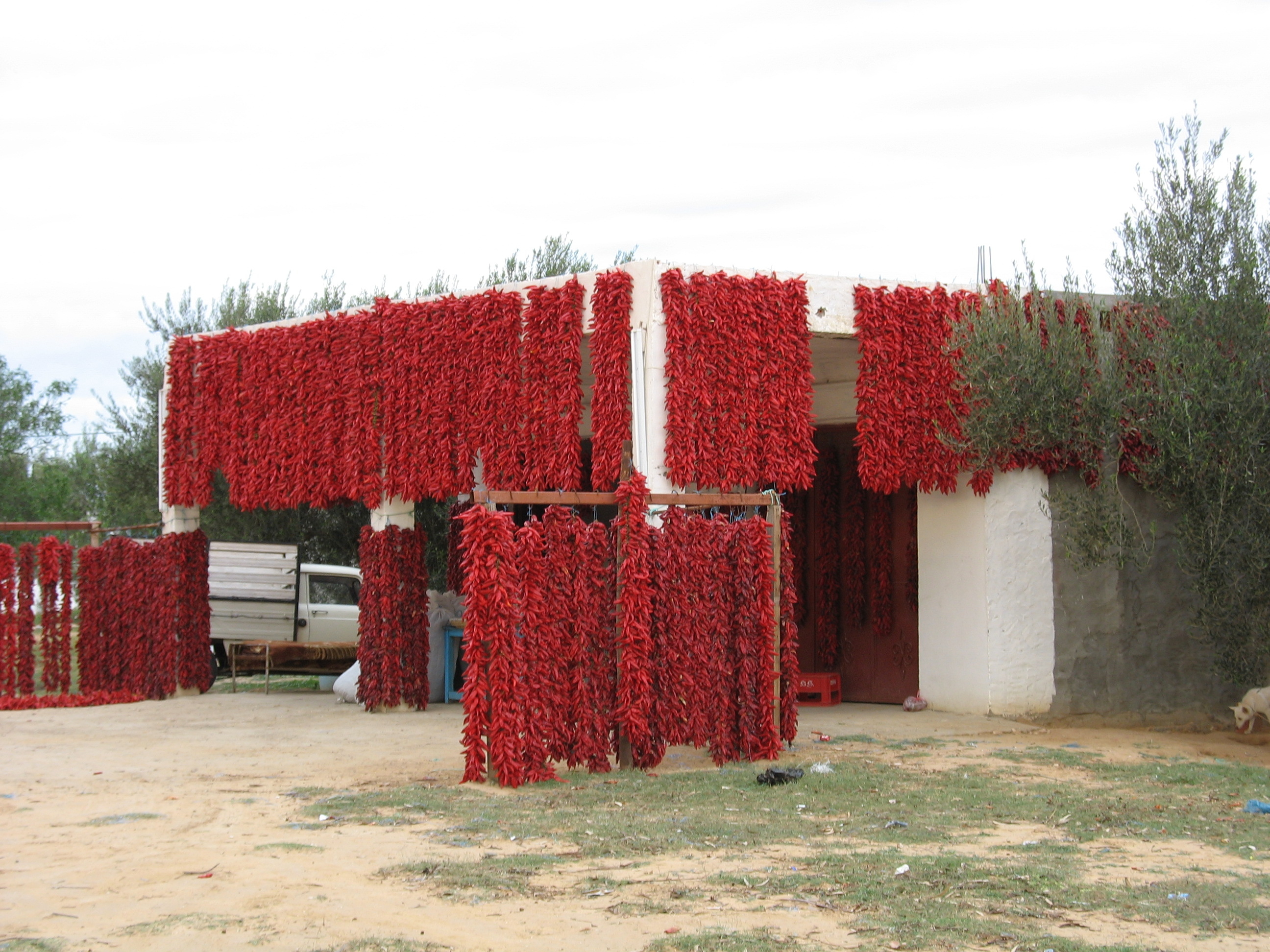
Séchage des piments près de Kairouan.

Les cultures maraîchères occupent une superficie de 167 000 hectares répartis sur 90 000 exploitations. La production moyenne entre les campagnes 2009-2010 et 2013-2014 est estimée à 3,2 millions de tonnes. Elle représente 16 % de la valeur de la production agricole totale du pays. Les espèces les plus cultivées sont la tomate (39 % du tonnage produit), la pastèque et le melon (15 %), l'oignon (12 %), la pomme de terre (11,5 %) et le piment (10 %).
La tomate est cultivée sur 29 000 hectares qui produisent 1,2 million de tonnes environ. Il s'agit essentiellement de tomate de plein champ, mais une partie est cultivée sous serres froides ou sous serres chauffées par les eaux géothermales dans le sud du pays. Ces dernières ont une qualité gustative spécifique, très appréciée du consommateur du fait du microclimat et de la composition minérale des eaux de la région. Les exportations demeurent faibles, mais enregistrent une hausse régulière. En 2016, elles sont de l'ordre de 15 000 tonnes.
Le piment est une culture très répandue en Tunisie (20 000 hectares) en raison de son utilisation dans la cuisine locale. La production est de l'ordre de 340 000 tonnes ; une partie est consommée en frais, une autre est acheminée vers les conserveries pour la fabrication de harissa et une troisième est séchée pour faire de la poudre d'assaisonnement ou du harissa traditionnel.

### Productions animales

#### Production laitière
La production de lait a augmenté régulièrement au cours des dix dernières années : elle est passée de 864 000 tonnes en 2004 à 1 218 000 tonnes en 2014. Ceci permet de couvrir la totalité des besoins du pays.
Le troupeau laitier est composé de 438 000 unités femelles dont 55 % de race pure Holstein et de 45 % de races locales ou croisées. Ces animaux sont localisés pour 70 % dans le nord du pays (notamment Bizerte, Béja et Jendouba) et pour 27 % dans le centre (notamment Sidi Bouzid).

#### Production de viande rouge

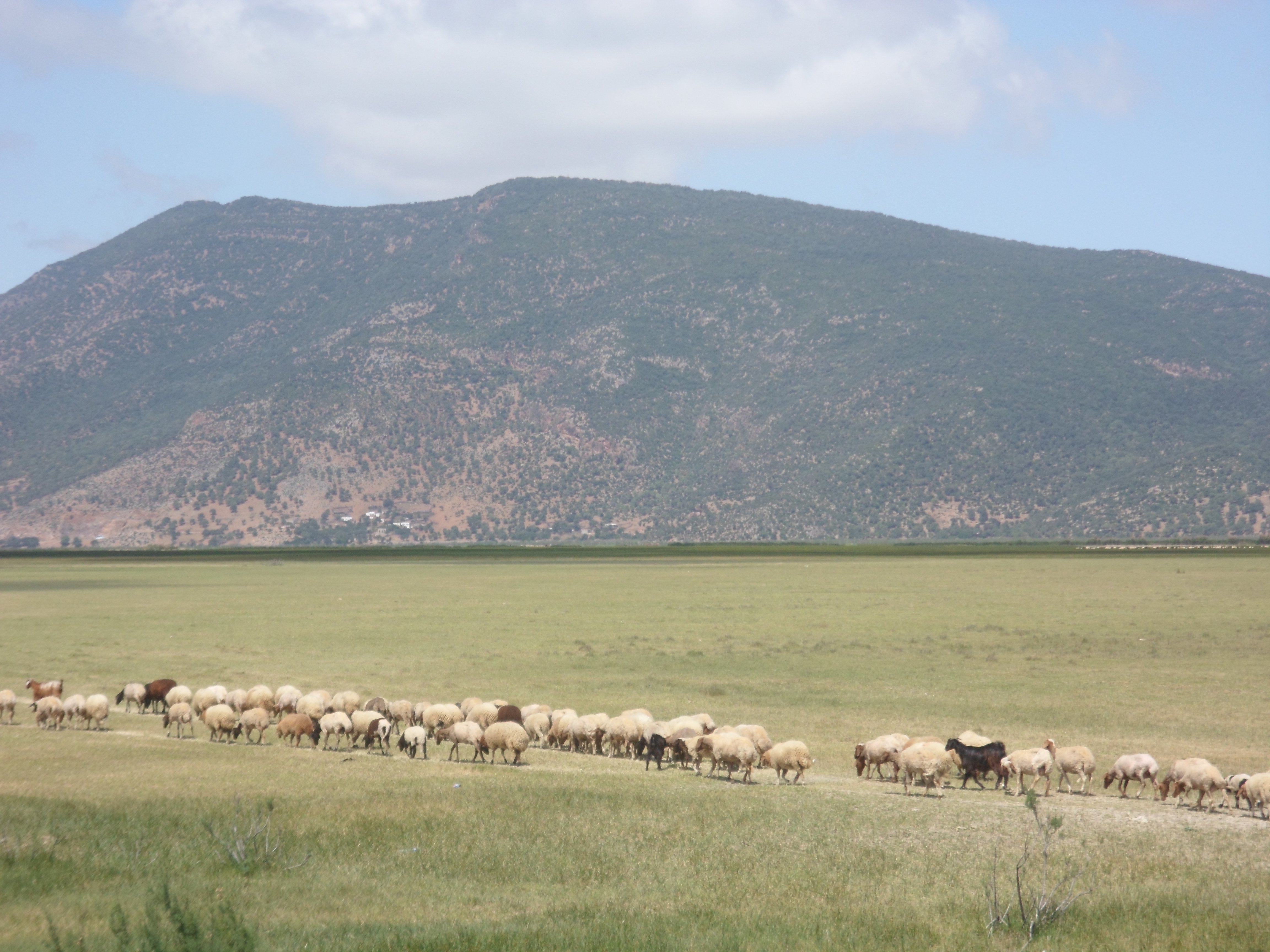
Troupeau ovin dans le gouvernorat de Bizerte.

La production moyenne de viande rouge au cours des années 2009-2013 a été de 121 000 tonnes dont 90 % proviennent des espèces bovine et ovine ; elle couvre 95 % des besoins. Néanmoins, la consommation de viande rouge demeure relativement modeste (12,3 kilos par habitant et par an) si on la compare à celle des pays européens, en raison d'un prix assez élevé. Il s'agit bien souvent d'une consommation irrégulière de type festif.
En 2013, la Tunisie compte environ 6,6 millions d'ovins (ce qui est élevé eu égard à sa population et à la superficie du territoire), 1,4 million de caprins et 0,7 million de bovins. Les principales races ovines représentées dans le pays sont la Barbarine (60 % des effectifs), la Queue fine de l'Ouest (35 %), la Noire de Thibar (2 %) et la Sicilo-Sarde (2 %)

#### Aviculture
La production de viande blanche est passée de 113 900 tonnes en 2003 à 202 700 tonnes en 2013, soit une augmentation de 78 % en dix ans. Il s'agit pour 61 % de poulet de chair et pour 31 % de dinde. La consommation se situe à 18,6 kilos par habitant et par an, ce qui en fait la viande la plus consommée dans le pays en raison de son prix bien inférieur à celui de la viande rouge.
La production d'œufs est de 1,78 milliard d'unités.

## Industries agroalimentaires
Le secteur des industries agroalimentaires (IAA) contribue à 3 % du PIB et à 20 % de la valeur ajoutée industrielle.
En 2012, il compte 1 063 entreprises employant dix personnes et plus. Parmi elles, 201 sont totalement tournées vers l'exportation. 115 sont réalisées en partenariat, c'est-à-dire avec des capitaux étrangers dans leur capital. L'ensemble de ces entreprises emploient plus de 72 000 personnes, soit 14 % des emplois manufacturiers du pays. Il s'agit en majorité de petites et moyennes entreprises, mais il existe également de grands groupes. Elles sont réparties sur le territoire national, avec toutefois une localisation plus importante sur le littoral proche des grands centres de consommation.
Les branches les plus importantes sont les céréales et dérivés, les huiles et corps gras et les fruits et légumes. Le secteur des IAA connaît une croissance relativement élevée de l'ordre de 6 % par an entre 2008 et 2012. Ceci s'explique par l'accroissement de la demande intérieure et l'augmentation des exportations des produits transformés.
Le gouvernement a élaboré une stratégie de développement de l'industrie agroalimentaire. Cette stratégie repose sur les axes suivants :
- libéralisation progressive du commerce des intrants et des produits finis ;
- augmentation et diversification de la production agroalimentaire, afin d'accroître la valeur ajoutée du secteur et de satisfaire les besoins du marché, aussi bien intérieur qu'international ;
- modernisation et restructuration du secteur par la mise à niveau des entreprises, l'introduction de nouvelles technologies et la promotion de la qualité.

## Échanges commerciaux
| Principaux produits exportés en 2013           | Valeur (millions de dinars) |
| ---------------------------------------------- | --------------------------- |
| Huile d'olive                                  | 820,2                       |
| Poissons, crustacés et mollusques              | 223,7                       |
| Dattes                                         | 379,9                       |
| Agrumes                                        | 19,0                        |
| Principaux produits importés en 2013           | Valeur (millions de dinars) |
| Céréales                                       | 1657,7                      |
| Huiles végétales                               | 459,5                       |
| Sucre                                          | 303,0                       |
| Tourteaux de soja                              | 91,3                        |
| Sources : Institut national de la statistique, |                             |